# Clímaco Calderón
Pour les articles homonymes, voir Calderón.
Clímaco Calderón, né le 23 août 1852 à Santa Rosa de Viterbo et mort le 19 juillet 1913 à Bogota, est un homme d'État colombien. Il est président d'un jour des États-Unis de Colombie en 1881.